# Bình pha cà phê

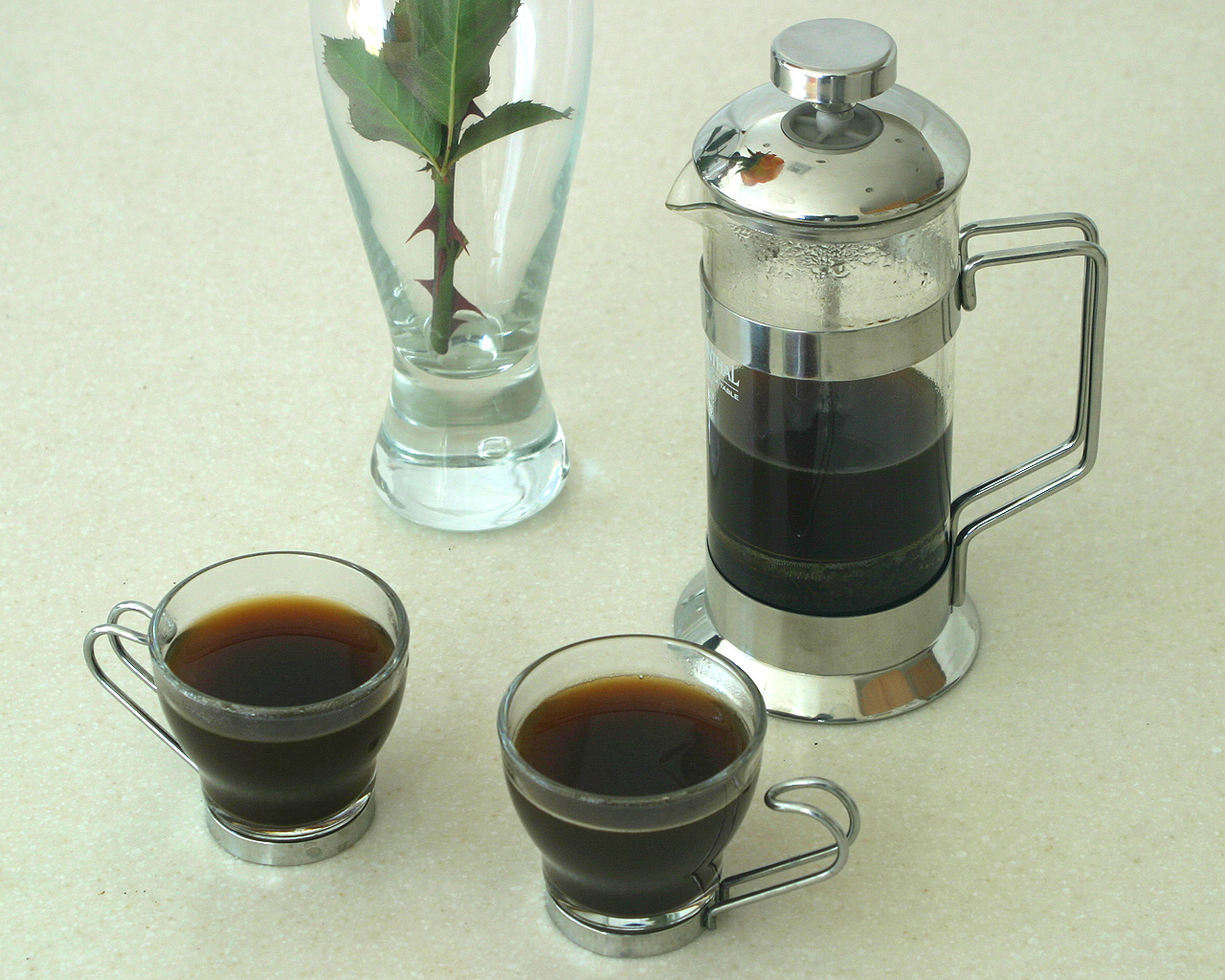
Một bộ pha cà phê

Bình pha cà phê (tiếng Anh: French press, tiếng Đức: Pressstempelkanne; tiếng Pháp: Cafetière à piston) là một bình, ấm pha cà phê được đăng ký bằng sáng chế bởi nhà thiết kế Ý Attilio Calimani vào năm 1929.

## Thuật ngữ
Bình pha cà phê được gọi với nhiều tên trên thế giới. Ở Ý nó được gọi là caffettiera a stantuffo. Ở Tân Tây Lan, Úc, và Nam Phi bình này được biết tới như là coffee plunger, và cà phê được pha trong gọi là plunger coffee. Tiếng Pháp gọi là cafetière à piston, mặc dù người dân Pháp cũng gọi nó theo hiệu của bình được sản xuất là Melior hay Bodum. Ở Anh Quốc và Hà Lan, Đức nó cũng được gọi là cafetière, tiếng Pháp có nghĩa bình cà phê. Ở Hoa Kỳ hay Canada, nó được biết tới như là French press hay coffee press.

## Hoạt động

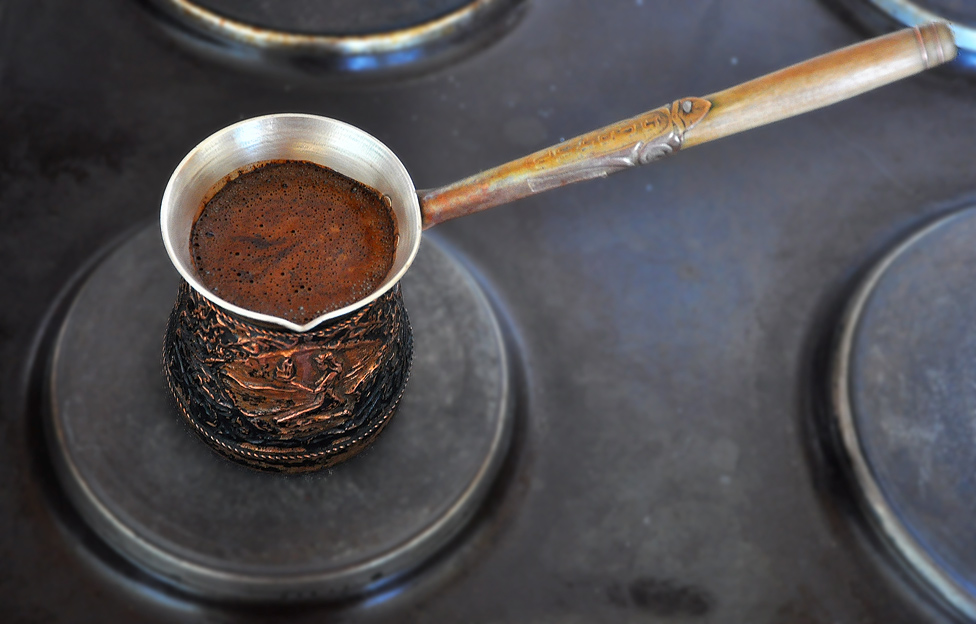
Một bình pha cà phê kiểu cổ ở Đông Âu, chúng sẽ được truống xuống khi đun sôi và tẻ vào tách để dùng nóng

Bình pha cà phê hoạt động tốt nhất với cà phê xay thô hơn cà phê nhuyễn được dùng cho bình pha cà phê có giấy lọc. Cà phê xay nhuyễn, khi ngâm trong nước, có độ thấm thấp, phải cần dùng nhiều lực hơn để đẩy bộ lọc xuống và cà phê có nhiều khả năng thấm qua hoặc thấm xung quanh chu vi của bộ lọc ép vào cà phê. Đầu tiên bột cà phê được bỏ vào bình, sau đó dội nước vừa sôi xong. Bột cà phê pha trộn với nước sôi (A), và có thể cung cấp hương vị của nó không bị cản trở bởi bộ lọc. Thời gian pha kéo dài là khoảng 2-4 phút (có sách 3-6 phút).
Lượng cà phê bột xác định độ đậm nhạt của cà phê hình thành. Pít tông được ép xuống để tách bã cà phê (B) và giữ chúng ở dưới cùng của bình. Piston với bộ lọc thường không đè lên bã cà phê, hầu hết các thiết kế để lại một không gian-khoảng rộng 30 mm ở vị trí thấp nhất của nó. Bây giờ cà phê (C) có thể được rót ra (D) mà không bị bã lọt vào tách. Nếu cà phê pha được giữ lại trong bình với bã, cà phê có thể trở nên đắng, dù đây là một hiệu ứng mà một số người dùng bình pha cà phê mong muốn. Nó được tin tưởng thời gian tối ưu để pha cà phê là khoảng bốn phút, và một số người cho là cà phê không còn ngon nữa sau khoảng 20 phút.

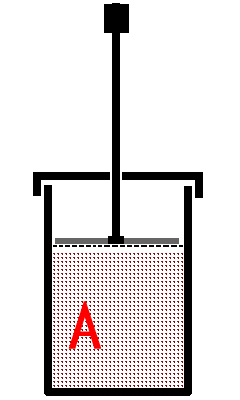
Bột cà phê và nước vừa sôi
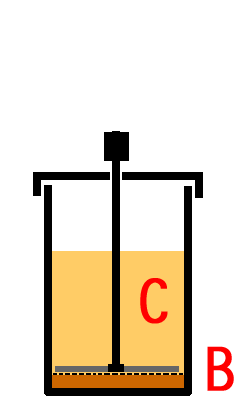
Piston được ấn xuống
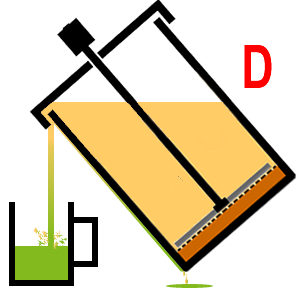
Rót cà phê ra